# Jarama
A Jarama (IPA: [xaˈɾama]ⓘ) egy folyó Spanyolországban, a Tajo egyik legfontosabb, jobb oldali mellékfolyója. 

## Neve
A sar- az egyik legáltalánosabb „folyik” jelentésű előtag a legkülönfélébb indoeurópai nyelvekben. A szanszkrit sará- jelentése: folyékony, a görög sarít-: patak, a latin serum szintén innen származik. A nem-atlanti irányú, föld- és vízrajzilag alapvetően Közép-Európai területeken is több folyónév származik innen, ezek közül a legismertebb a Rajna vízgyűjtőjében a Sarre-Saar.
A szókezdő S arab hatásra alakult a torokhangú irányba, habár a szókezdő torok és sziszegő hang billegés az indoeurópai nyelvekben is megfigyelhető, de főleg a magas rendű magánhangzók előtt. Miután az arabok még az Ibériai-helységrendszer északi oldalának nagy részét is sokáig uralták, például Medinaceli vagy Calatayud környékét, e feltételezés szerint a Jarama neve a (sar-) előtagból is arab hatásra alakult a ma ismert formává.

## Futása

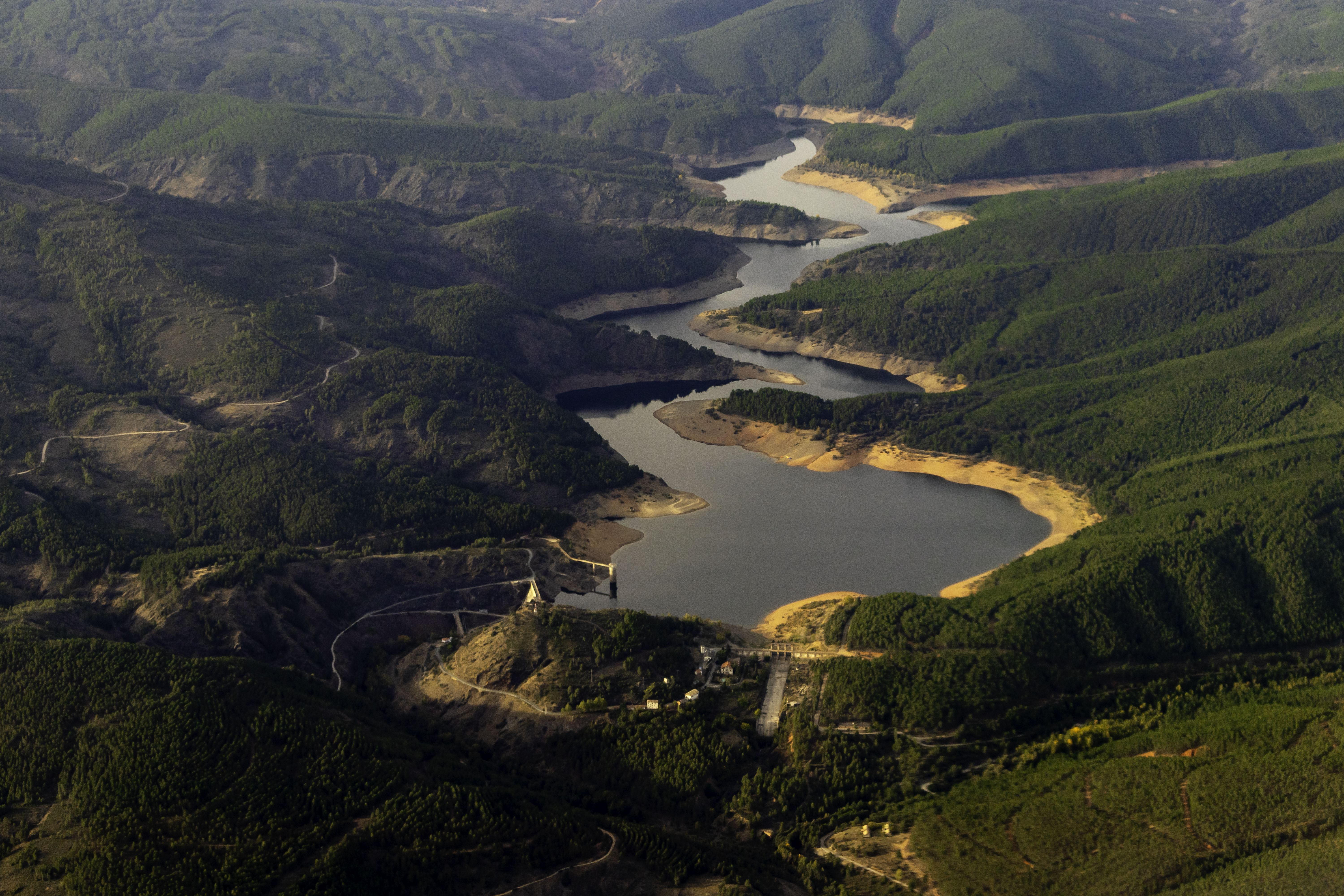
Az El Vado-víztározó

A Kasztíliai-választóhegységben, az Ayllóni-hegyen (Sierra de Ayllón) ered. Av hegyek közt Kelet felé leír egy nagy kanyart. Itt található az El Vado-víztározó. Ezután dél felé fordul. Madrid keleti határfolyójaként a Barajas repülőtér mögött fut. San Fernando de Henaresnél balról fogadja az Henarest, majd Rivas-Vaciamadridnál jobbról a Madridot átszelő Manzanarest. A következő nagyobb település Arganda del Rey. Érinti San Martín  de la Vegát. Titulciánál balról felveszi a Tajuña folyót, majd  Aranjueznél ömlik a Tajóba.
A Jarama főbb mellékfolyói:
- Henares
- Manzanares
- Tajuña

## Történelem és örökség
A Jarama völgye (és részben tágabb vízgyűjtője) természeti és kulturális örökségben gazdag. Ezek közül kiemelkedik a Torrelaguna mellett található különleges paratölgyerdő. Torrelagunából Espinosa de Henares is könnyen elérhető.
A Jarama-Henares közének környéke a 2001 óta történt vizsgálatok szerint egyedülálló módon a felső pleisztocén kora óta viszonylag változatlan. Ez különösen ösztönzi a természeti és történelmi örökségek megóvását.

## Külső hivatkozások
- A Jarama folyó – Elsoto.org (spanyolul)
- Jarama-völgyi útvonal – Arteguías.com (spanyolul)